# Фериер
Фериер (на френски: Ferrières) е селище в Югоизточна Белгия, окръг Юи на провинция Лиеж. Населението му е около 4400 души (2006).